# ویلیام براون (بازیکن فوتبال، زاده ۱۸۷۴)
ویلیام براون (انگلیسی: William Brown؛ ۲۷ ژوئن ۱۸۷۴ – ۶ ژانویهٔ ۱۹۴۰) بازیکن فوتبال اهل پادشاهی متحد بریتانیای کبیر و ایرلند بود.
از باشگاه‌هایی که در آن بازی کرده‌است می‌توان به باشگاه فوتبال واتفورد اشاره کرد.